# ATP World Tour Finals 2012 - Doppio
Il doppio  dell'ATP World Tour Finals 2012 è stato un torneo di tennis facente parte dell'ATP World Tour 2012.
Daniel Nestor e Maks Mirny erano i detentori del torneo ma sono stati eliminati durante la fase del round robin.
La coppia spagnola Marcel Granollers-Marc López ha sconfitto in finale Mahesh Bhupathi e Rohan Bopanna per 7-5, 3-6, [10-3].

## Teste di serie
1. Bob Bryan /  Mike Bryan (round robin)
2. Daniel Nestor /  Maks Mirny (round robin)
3. Leander Paes /  Radek Štěpánek (semifinale)
4. Robert Lindstedt /  Horia Tecău (round robin)

1. Mahesh Bhupathi /  Rohan Bopanna (finale)
2. Marcel Granollers /  Marc López (campioni)
3. Aisam-ul-Haq Qureshi /  Jean-Julien Rojer (round robin)
4. Jonathan Marray /  Frederik Nielsen (semifinale)

## Tabellone

### Legenda
| - Q = Qualificato - WC = Wild card - LL = Lucky loser | - ALT = Alternate - SE = Special Exempt - PR = Protected Ranking | - w/o = Walkover - r = Ritirato - d = Squalificato |

### Fase Finale
|  | Semifinali | Semifinali                       | Semifinali                       | Semifinali | Semifinali |  |  | Finale | Finale                        | Finale | Finale | Finale |  |
|  |            |                                  |                                  |            |            |  |  |        |                               |        |        |        |  |
|  | 3          | Leander Paes Radek Štěpánek      | 6                                | 1          | [10]       |  |  |        |                               |        |        |        |  |
|  | 5          | Mahesh Bhupathi Rohan Bopanna    | 4                                | 6          | [12]       |  |  | 5      | Mahesh Bhupathi Rohan Bopanna | 5      | 6      | [3]    |  |
|  | 8          | Jonathan Marray Frederik Nielsen | Jonathan Marray Frederik Nielsen | 4          | 3          |  |  | 6      | Marcel Granollers Marc López  | 7      | 3      | [10]   |  |
|  | 6          | Marcel Granollers Marc López     | Marcel Granollers Marc López     | 6          | 6          |  |  |        |                               |        |        |        |  |

### Gruppo A
|   |                                        | Bryan               | Paes Štěpánek       | Granollers López | Qureshi Rojer | RR V–P | Set V–P | Game V–P | Classifica |
| 1 | Bob Bryan Mike Bryan                   |                     | 4-6, 7–6(6), [7-10] | 5-7, 7-5, [9-11] | 7-5, 6-4      | 1-2    | 4-4     | 36-35    | 3          |
| 3 | Leander Paes Radek Štěpánek            | 6-4, 6(6)–7, [10-7] |                     | 7-5, 6-4         | 6-4, 7-5      | 3-0    | 6-1     | 39-29    | 1          |
| 6 | Marcel Granollers Marc López           | 7-5, 5-7, [11-9]    | 5-7, 4-6            |                  | 6-4, 6-2      | 2-1    | 4-3     | 34-31    | 2          |
| 7 | Aisam-ul-Haq Qureshi Jean-Julien Rojer | 5-7, 4-6            | 4-6, 5-7            | 4-6, 2-6         |               | 0-3    | 0-6     | 24-38    | 4          |

La classifica viene stilata in base ai seguenti criteri: 1) Numero di vittorie; 2) Numero di partite giocate; 3) Scontri diretti (in caso di due giocatori pari merito ); 4) Percentuale di set vinti o di games vinti (in caso di tre giocatori pari merito ); 5) Decisione della commissione.

### Gruppo B
|   |                                  | Nestor Mirny           | Lindstedt Tecău      | Bhupathi Bopanna       | Marray Nielsen       | RR V-P | Set V-P | Game V-P | Classifica |
| 2 | Daniel Nestor Maks Mirny         |                        | 4-6, 7-6(1), [12-10] | 6(5)–7, 7–6(5), [5-10] | 6(3)–7, 6-4, [10-12] | 1-2    | 4-5     | 37-38    | 3          |
| 4 | Robert Lindstedt Horia Tecău     | 6-4, 6(1)-7, [10-12]   |                      | 3-6, 7-5, [5-10]       | 6-3, 7-5             | 1-2    | 4-4     | 35-32    | 4          |
| 5 | Mahesh Bhupathi Rohan Bopanna    | 7–6(5), 6(5)–7, [10-5] | 6-3, 5-7, [10-5]     |                        | 4-6, 7-6(1), [10-12] | 2-1    | 5-4     | 37-36    | 2          |
| 8 | Jonathan Marray Frederik Nielsen | 7–6(3), 4-6, [12-10]   | 3-6, 5-7             | 6-4, 6(1)-7, [12-10]   |                      | 2-1    | 4-4     | 33-36    | 1          |

La classifica viene stilata in base ai seguenti criteri: 1) Numero di vittorie; 2) Numero di partite giocate; 3) Scontri diretti (in caso di due giocatori pari merito ); 4) Percentuale di set vinti o di games vinti (in caso di tre giocatori pari merito ); 5) Decisione della commissione.